# Norwegian International 2012
Die Norwegian International 2012 im Badminton fanden vom 15. November bis zum 18. November 2012 in Oslo, Bygdøhus, Huk Aveny 45, Norwegen, statt. Der Referee war Mats Tibbelin aus Schweden. Das Preisgeld betrug 15.000 US-Dollar. Das Turnier hatte damit ein BWF-Level von 4A.

## Finalresultate
| Disziplin    | Sieger                            | Finalist                     | Ergebnis            | Dauer |
| ------------ | --------------------------------- | ---------------------------- | ------------------- | ----- |
| Herreneinzel | Chou Tien-chen                    | Tan Chun Seang               | 21:17, 21:12        | 0:32  |
| Dameneinzel  | Sashina Vignes Waran              | Linda Zechiri                | 18:21, 21:11, 21:17 | 0:50  |
| Herrendoppel | Ruud Bosch Koen Ridder            | Jacco Arends Jelle Maas      | 21:18, 20:22, 21:17 | 0:53  |
| Damendoppel  | Samantha Barning Eefje Muskens    | Selena Piek Iris Tabeling    | 22:20, 21:16        | 0:40  |
| Mixed        | Jorrit de Ruiter Samantha Barning | Michael Fuchs Birgit Michels | 16:21, 23:21, 21:19 | 1:06  |